# Thomas Lewinski

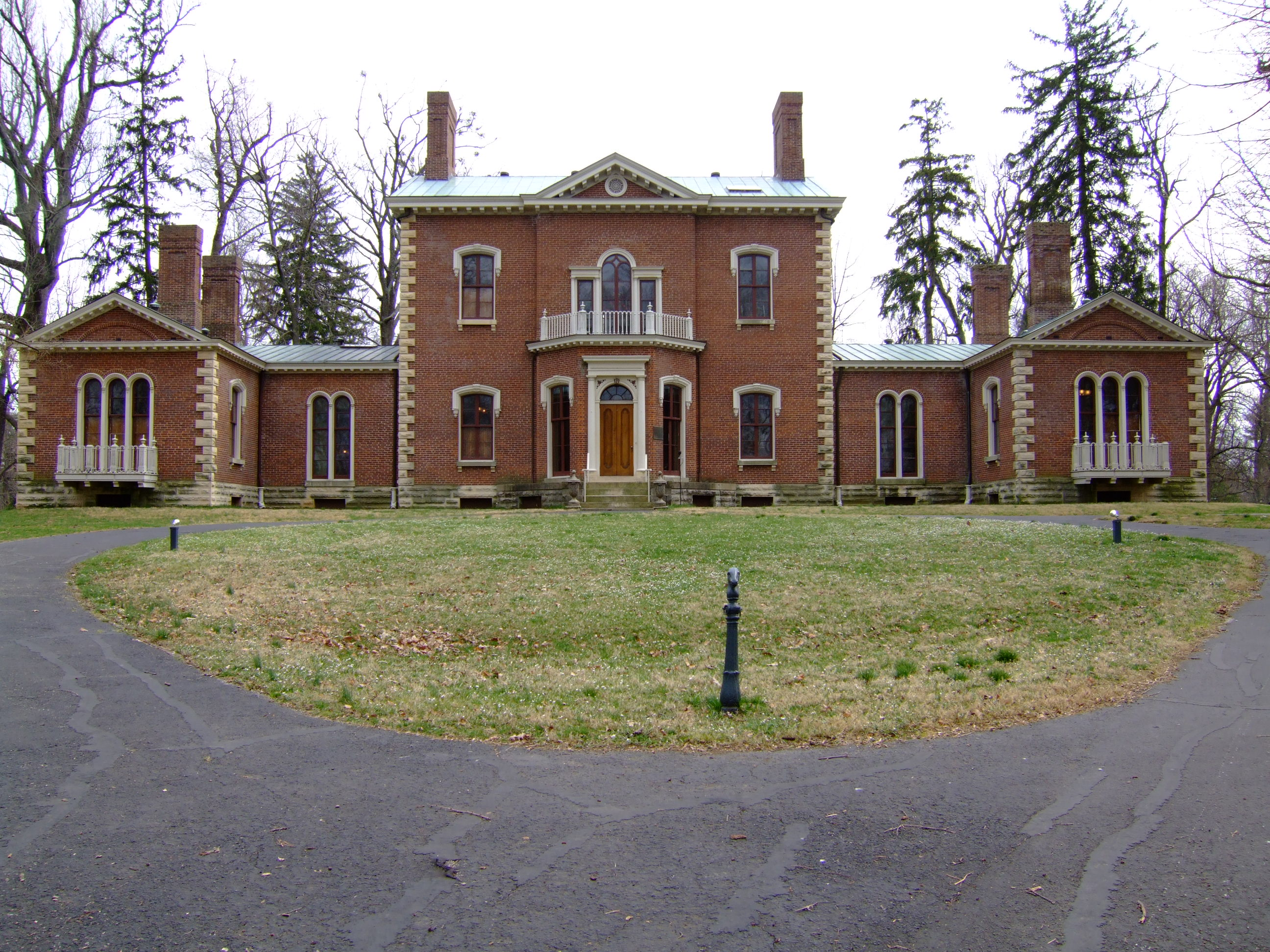
Rezydencja Henry'ego Claya w Ashland koło Lexington (Kentucky)

Thomas Lewinski (ur. ok. 1800 w Anglii, zm. 18 września 1882) – amerykański architekt związany z Kentucky.

## Życiorys
Urodził się w Anglii, gdzie ukończył seminarium katolickie, a następnie studiował architekturę. Pod koniec lat 30. XIX wieku wyemigrował do Stanów Zjednoczonych, w 1838 był wykładowcą na Uniwersytecie w Louisville. Cztery lata później przeprowadził się do Lexington w Kentucky, gdzie skupił się na praktyce architektonicznej. Stał się jednym z czołowych twórców projektujących w stylu neogreckim tzw. "greek revival", który charakteryzował się stosowaniem kolumn, typanonów i wyraźnych ryzalitów. Wiele budynków jego autorstwa jest wpisanych do National Register of Historic Places. Projektował budynki użyteczności publicznej m.in. szkoły, gmachy urzędów, kościoły oraz rezydencje plantatorów.